# Port Broughton
Port Broughton is een plaats in de Australische deelstaat Zuid-Australië en telt 1547 (district) inwoners (2006).